# Магомедомаров, Магомедомар Исмаилович
Магомедомар Магомедомаров Исмаилович (10 апреля 2001) — российский и эмиратский дзюдоист, победитель игр исламской солидарности.

## Спортивная карьера
В середине мае 2017 года в Кизилюрте стал победителем первенства Дагестана среди юношей на призы олимпийских чемпионов Мансура Исаева и Тагира Хайбулаева. В сентябре 2017 года в Грозном завоевал серебряную медаль юниорского Первенства СКФО. В ноябре 2017 года в Крыму принимал участие в первенстве России по дзюдо среди спортсменов до 18 лет. В сентябре 2018 года в Грозном стал бронзовым призёром международного турнира, посвящённого памяти Турпал-Али Кадырова. В конце декабря 2018 года в Кизилюрте стал победителем турнира памяти Имама Шамиля. В июле 2019 года в Назрани стал вторым на чемпионате СКФО. В сентябре 2021 года принимал участие на чемпионате России в Майкопе. С конца 2021 года вытсупает за ОАЭ. В середине мая 2023 года в составе сборной ОАЭ принимал участие на чемпионате мира в Катаре, где в 1/4 финала одолел представителя Южной Кореи Ким Минджона, а в 1/8 финала в схватке против Темура Рахимова из Таджикистана получил «хансоку-маке» и был дисквалифицирован.

## Спортивные результаты
- Игры исламской солидарности 2021 — ;
- Открытый Кубок Европы 2022 (Румыния) — ;
- Открытый Кубок Африки 2022 (Тунис) — ;
- Открытый чемпионат Европы 2022 (Клуж-Напока)[10] — ;
- Большой шлем (Венгрия) 2022[11] — ;
- Гран-при (Душанбе) 2023[12] — ;
- XIX Азиатские игры (Ханчжоу) 2023 г[13]. — ;